# Phoradendron brittonianum
Phoradendron brittonianum là một loài thực vật có hoa trong họ Santalaceae. Loài này được Rusby miêu tả khoa học đầu tiên năm 1895.